# Challenger de Milán 2022
El torneo Aspria Tennis Cup 2022 fue un torneo de tenis perteneció al ATP Challenger Tour 2022 en la categoría Challenger 80. Se trató de la 1.ª edición, el torneo tuvo lugar en la ciudad de Milán (Italia), desde el 20 de junio hasta el 26 de junio de 2022 sobre pista de tierra batida al aire libre.

## Jugadores participantes del cuadro de individuales
| Favorito | País                 | Jugador              | Rank1 | Posición en el torneo    |
| -------- | -------------------- | -------------------- | ----- | ------------------------ |
| 1        | Bandera de Argentina | Federico Coria       | 64    | CAMPEÓN                  |
| 2        | Bandera de Francia   | Benoît Paire         | 79    | Primera ronda, retiro    |
| 3        | Bandera de Bolivia   | Hugo Dellien         | 83    | Baja                     |
| 4        | Bandera de Italia    | Gian Marco Moroni    | 159   | Baja                     |
| 5        | Bandera vacío        | Alexander Shevchenko | 176   | Semifinales              |
| 6        | Bandera de Italia    | Marco Cecchinato     | 206   | Segunda ronda            |
| 7        | Bandera de Italia    | Luciano Darderi      | 237   | Cuartos de final, retiro |
| 8        | Bandera de Italia    | Francesco Passaro    | 253   | FINAL                    |

- 1 Se ha tomado en cuenta el ranking del 13 de junio de 2022.

### Otros participantes
Los siguientes jugadores recibieron una invitación (wild card), por lo tanto ingresan directamente al cuadro principal (WC):
- Gianmarco Ferrari
- Matteo Gigante
- Francesco Maestrelli

Los siguientes jugadores ingresan al cuadro principal tras disputar el cuadro clasificatorio (Q):
- Federico Arnaboldi
- Íñigo Cervantes
- Giovanni Fonio
- Fábián Marozsán
- Andrew Paulson
- Filip Peliwo

## Campeones

### Individual Masculino
- Federico Coria  derrotó en la final a  Francesco Passaro, 7–6(2), 6–4

### Dobles Masculino
- Luciano Darderi /  Fernando Romboli derrotaron en la final a  Diego Hidalgo /  Cristian Rodríguez, 6–4, 2–6, [10–5]